# Ziehteig
Ziehteige sind Teige, welche schichtweise aus Teig und Ziehfett bestehen. Bekannte Teige sind Blätterteig und Plunderteig. Das Prinzip der Lockerung basiert auf der Dampfentwicklung, welche entsteht, wenn Wasser erhitzt wird. Die Fettschicht ist dampfundurchlässig, damit drückt der Dampf den Teig auseinander. Beim Abkühlen kondensiert der Dampf wieder und das Gebäck ist locker und enthält zahlreiche Hohlräume.
Die Schichtung entsteht beim Vorgang des Tourierens.

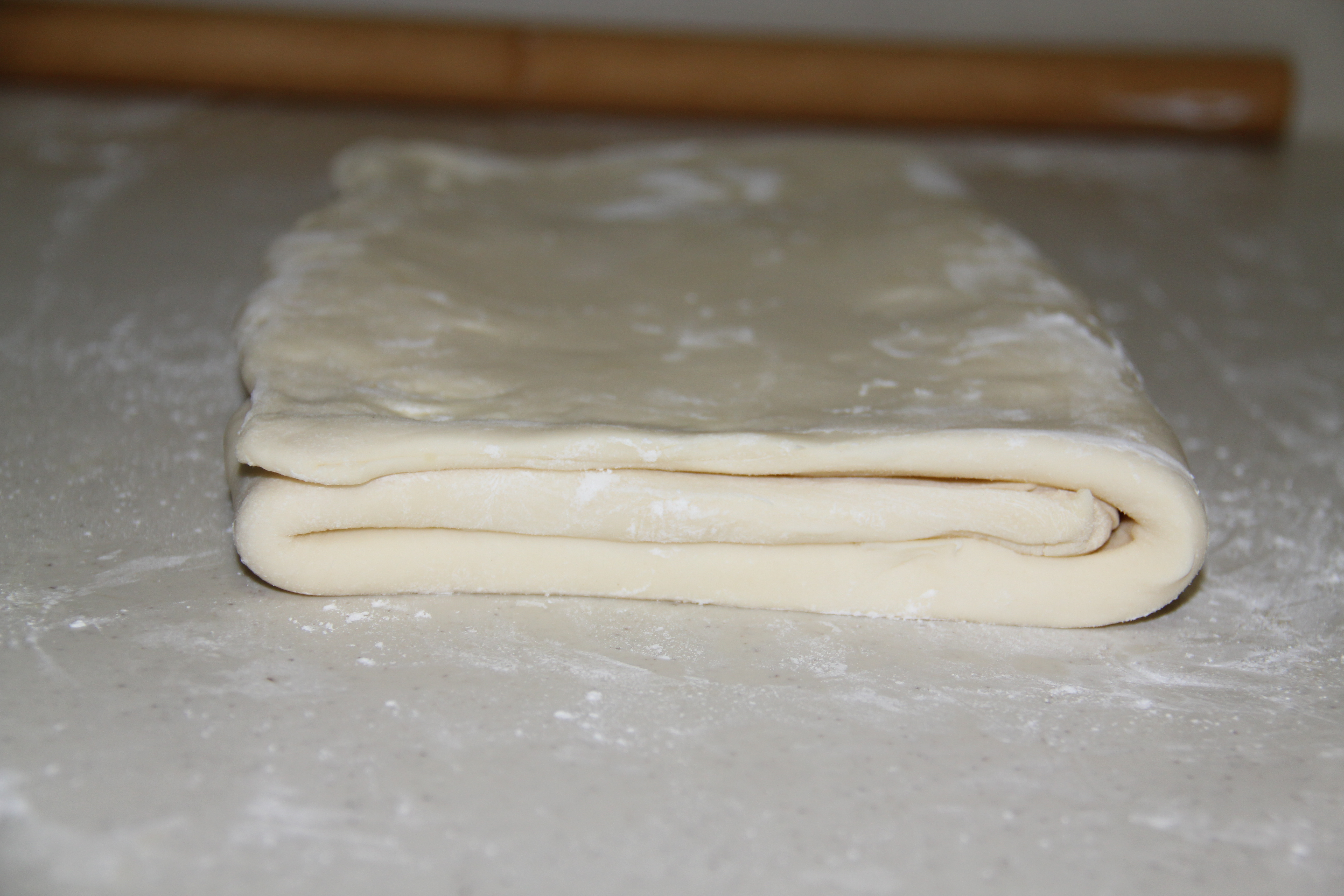
Tourieren: Bild einer einfachen Tour
Tourieren: Skizze der doppelten Tour